# Блу-Айленд (Іллінойс)
Блу-Айленд (англ. Blue Island) — місто (англ. city) в США, в окрузі Кук штату Іллінойс. Населення — 22 558 осіб (2020).

## Географія
Блу-Айленд розташований за координатами 41°39′27″ пн. ш. 87°40′52″ зх. д. / 41.65750° пн. ш. 87.68111° зх. д. (41.657570, -87.681126). За даними Бюро перепису населення США в 2010 році місто мало площу 10,77 км², з яких 10,54 км² — суходіл та 0,22 км² — водойми.

## Демографія
Згідно з переписом 2010 року, у місті мешкало 23 706 осіб у 8013 домогосподарствах у складі 5452 родин. Густота населення становила 2202 особи/км². Було 8854 помешкання (822/км²).
Расовий склад населення:
| - 41,3 % — білих - 30,8 % — чорних або афроамериканців - 0,8 % — корінних американців - 0,4 % — азіатів - 0,1 % — вихідців з тихоокеанських островів - 23,6 % — осіб інших рас |

До двох чи більше рас належало 3,0 %. Частка іспаномовних становила 47,0 % від усіх жителів.
За віковим діапазоном населення розподілялося таким чином: 29,8 % — особи молодші 18 років, 61,7 % — особи у віці 18—64 років, 8,5 % — особи у віці 65 років та старші. Медіана віку мешканця становила 31,3 року. На 100 осіб жіночої статі у місті припадало 96,1 чоловіків; на 100 жінок у віці від 18 років та старших — 91,7 чоловіків також старших 18 років.
Середній дохід на одне домашнє господарство становив 48 435 доларів США (медіана — 37 670), а середній дохід на одну сім'ю — 57 052 долари (медіана — 44 854). Медіана доходів становила 38 527 доларів для чоловіків та 30 266 доларів для жінок. За межею бідності перебувало 23,3 % осіб, у тому числі 35,9 % дітей у віці до 18 років та 7,4 % осіб у віці 65 років та старших.
Цивільне працевлаштоване населення становило 9758 осіб. Основні галузі зайнятості: освіта, охорона здоров'я та соціальна допомога — 19,6 %, роздрібна торгівля — 13,6 %, мистецтво, розваги та відпочинок — 10,8 %, виробництво — 9,7 %.

## Уродженці
- Крістіан Піччоліні (* 1973) — американський письменник.